# Norberto Couto
Norberto Manuel Couto (Beccar, 4 de noviembre de 1933-Buenos Aires, 29 de enero de 2018) fue un militar argentino, ministro de Defensa Nacional y ministro de Relaciones Exteriores y Culto durante la presidencia de facto de Roberto Eduardo Viola.

## Biografía
Ingresó a la Escuela Naval Militar en 1950 y pidió su retiro voluntario en 1980, tras 34 años de servicio. Como capitán de navío fue subsecretario de la marina mercante.
Alcanzó la jerarquía de contraalmirante de la Armada Argentina. Durante la dictadura de Roberto Eduardo Viola se desempeñó como ministro de Defensa Nacional entre marzo y diciembre de 1981. En aquel año, también fue canciller interino del vicealmirante Carlos Alberto Lacoste cuando este se hizo cargo de forma interina de la presidencia durante la crisis de 1981.

### Polémica tras su retiro
Durante la presidencia de Néstor Kirchner firmó junto a otros marinos, una solicitada publicada por el diario La Nación en contra de las iniciativas del presidente a favor de la extradición del exterior de militares acusados por crímenes de lesa humanidad. Fueron sancionados por el almirante Jorge Omar Godoy.